# Interleukina 27
Interleukina 27 (IL-27) – heterodimeryczna cytokina należąca do rodziny IL-12. Jest zbudowana z dwóch podjednostek (kodowanych przez dwa różne geny): p28 (znanej też jako interleukina 30) i EBI3, które jest kodowane przez gen EBI3, indukowany przez wirus Epsteina-Barr.
IL-27 jest wytwarzana przez komórki prezentujące antygen (APC).
IL-27 pełni ważną rolę w regulacji aktywności limfocytów B oraz T. Sygnały interleukiny 27 przekazywane są za pośrednictwem funkcjonalnego receptora IL-27R, zbudowanego z glikoproteiny 130 (gp130) i białka WSX-1.
IL-27 powoduje proliferację naiwnych (tj. niebiorących do tej pory udziału w reakcjach immunologicznych) komórek limfocytów T CD4+ (w większości T pomocnicze – Th). Istnieje jednak subpopulacja komórek Th – komórki Th17 – które na IL-27 reagują zahamowaniem proliferacji. Pobudza w sposób pośredni (aktywując IL-21) i bezpośredni (aktywując czynnik transkrypcyjny c-Maf) różnicowanie się limfocytów T regulatorowych pod kątem produkcji interleukiny 10.
Ulega sekrecji w niektórych przypadkach cukrzycy typu drugiego, na skutek pobudzenia receptorów TLR, co w efekcie prowadzi do powstania stanów zapalnych w tej chorobie.
Gen kodujący IL-27 jest zlokalizowany na chromosomie 16 (locus 16p11).